# 伊丽莎白王后冠 (罗马尼亚)

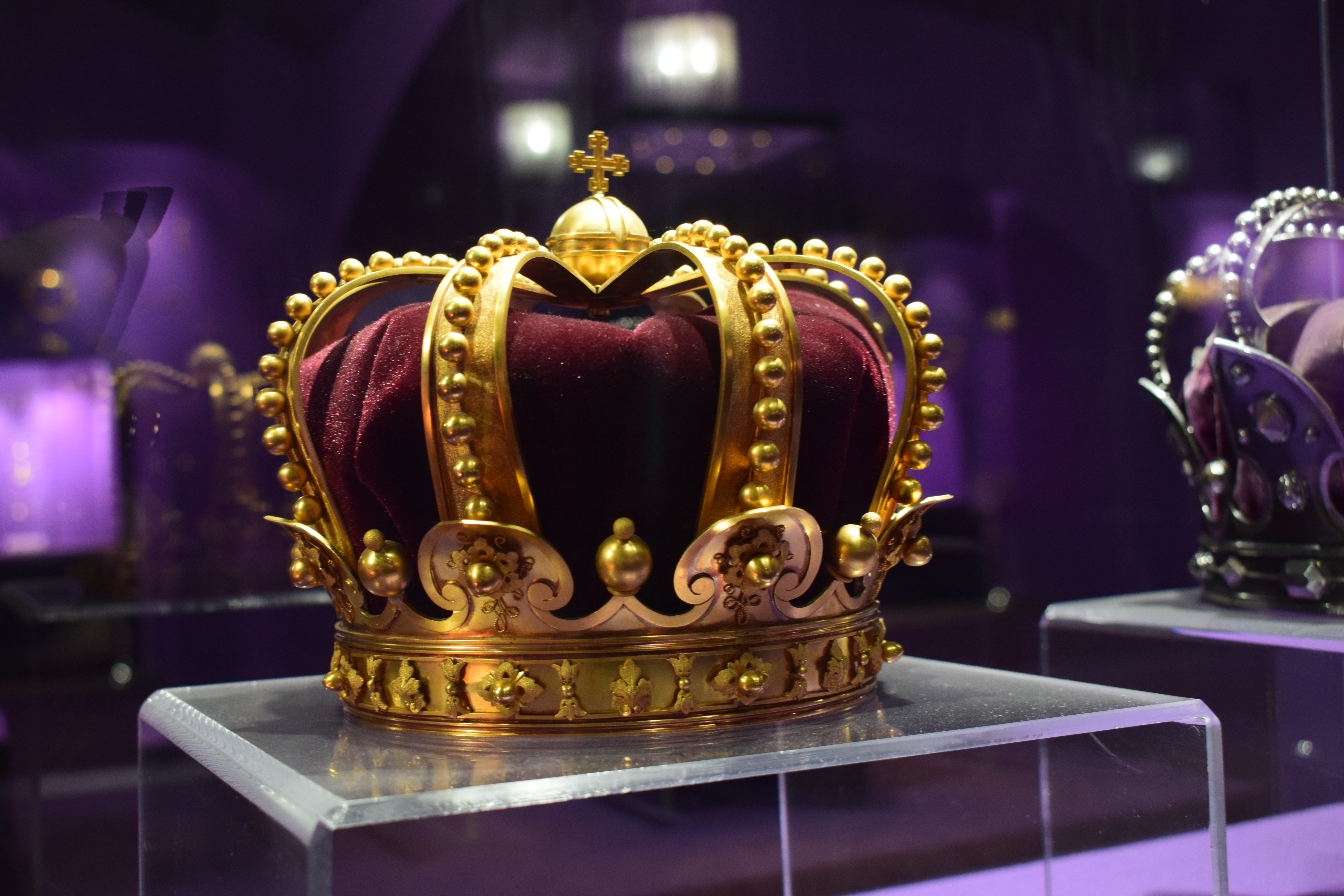
伊莉莎白王后冠

伊丽莎白王后冠，由黄金制成，制作于罗马尼亚独立战争之后，在1881年伊丽莎白加冕为罗马尼亚王后的典礼中首次亮相。